# Musée de la défense côtière
Le musée de la défense côtière (en polonais Muzeum Obrony Wybrzeża) est un musée consacré à la région fortifiée de Hel.

## Historique
Le musée a été fondé par l'association « Les amis de Hel » en 2006 dans la ville de Hel située sur la presqu'île du même nom en Poméranie. Il abrite des installations militaires polonaises et allemandes des années 1930 et 1940, ainsi que des armes soviétiques datant de la guerre froide. Les œuvres les plus importantes sont l'encuvement de l'ancienne batterie terrestre allemande Schleswig-Holstein de 406 mm et la tour du poste de guide de tir. Par ailleurs dans les différents abris on peut apprécier des expositions consacrées à la bataille de Hel et à l'histoire de la Marine polonaise.
Depuis le 11 novembre 2006 le musée porte le nom de Zbigniew Przybyszewski, lieutenant de vaisseau qui commande la batterie no 31, faussement accusé d'espionnage par les communistes et exécuté en décembre 1952.